# As Tesmoforiantes

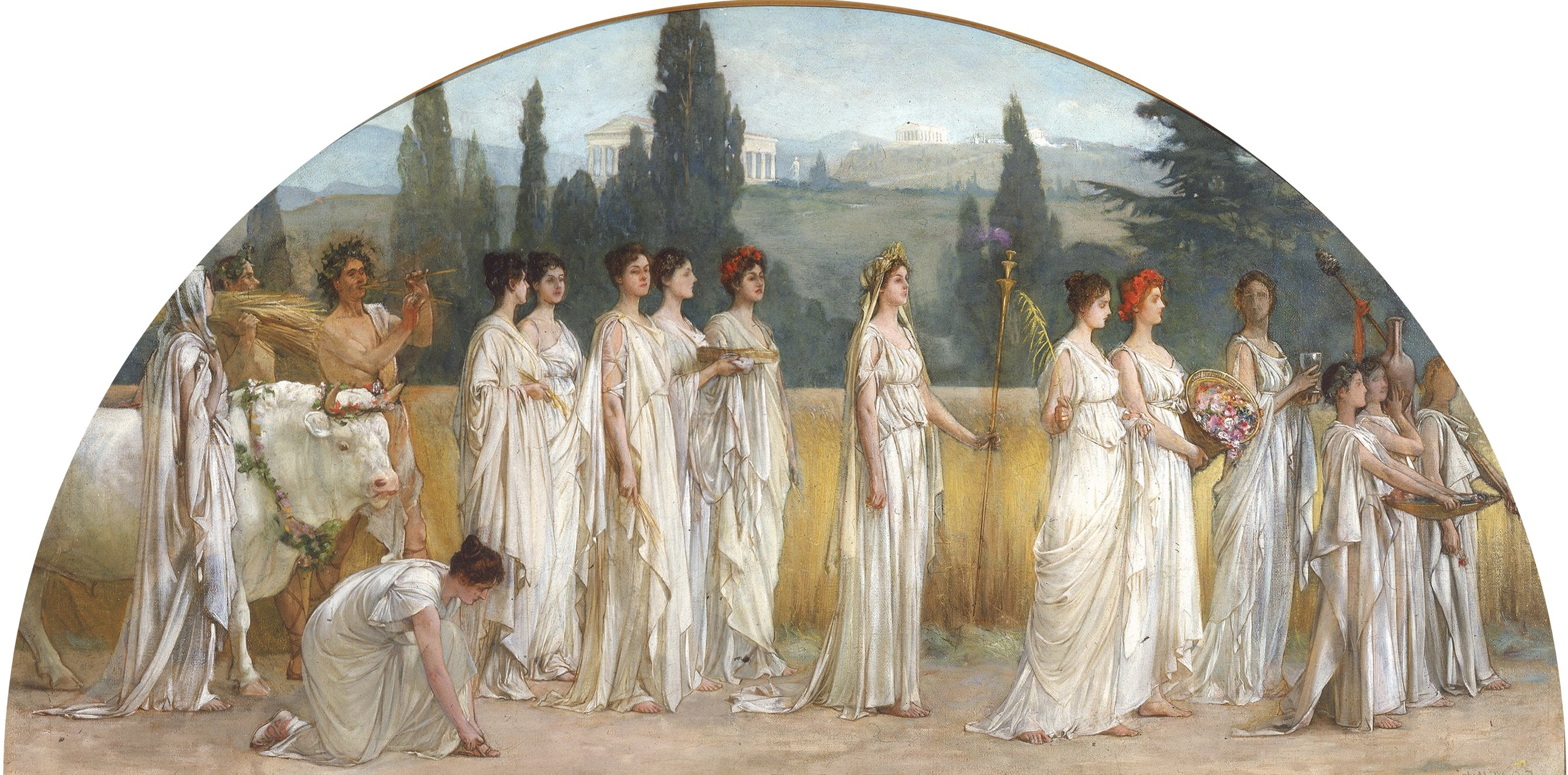
Thesmophoria por Francis Davis Millet, 1894-1897, óleo na lona, museu de arte da universidade de Brigham Young

As Tesmoforiantes ou As mulheres que celebram as Tesmofórias (em grego: ΘΕΣΜΟΦΟΡΙΑΖΥΣΑΙ), foi uma comédia escrita por Aristófanes e encenada em 411 a.C., nas Grandes Dionisíacas, festival em honra ao deus Dioniso.  Nessas festas, além dos rituais em homenagem a Dioniso, existiam dias reservados para as competições de tragédia e comédia. As peças teatrais eram apresentadas e o público votava na sua preferida.
A peça As Tesmoforiantes apresenta diversas mulheres atenienses reunidas no templo de Deméter e Perséfone para celebrar o festival das Tesmofórias, ocasião em que a presença masculina é proibida. Nesse espaço sagrado elas planejam se vingar de Eurípides pela forma como são retratadas nas suas tragédias. Eurípides pede que o poeta Agaton, caracterizado diversas vezes por Aristófanes como tendo trejeitos efeminados, defenda sua causa na assembleia das mulheres. Diante da recusa de Agaton, um parente de Eurípides, provavelmente seu sogro, se disfarça de mulher e participa da assembleia no intuito de salvar Eurípides da condenação. Porém, ele acaba sendo descoberto e preso. Eurípides não tem outra alternativa a não ser ir até o Tesmofórion, mas a sua tentativa de fazer um acordo com as mulheres é frustrada e acaba tendo que ajudar o parente a fugir da prisão.
As comédias de Aristófanes são constantemente apontadas como peças com forte viés de crítica política, dada a maneira como o comediógrafo abordava em suas obras as questões do cotidiano grego aliadas às questões políticas da época. Muitas de suas peças apresentam, em diversos pontos de vista, uma espécie de debate tendo como tema a desordem da pólis advinda dos conflitos entre os velhos valores, sejam eles morais ou políticos, e os novos. Essa característica imprime um caráter de afirmação das velhas tradições, em contraposição às mudanças, em suas peças teatrais.
É grande a comparação entre a abordagem política d’As Tesmoforiantes e a apresentada em Lisístrata, outra peça de Aristófanes encenada no mesmo ano, porém no festival dionisíaco das Leneias. As Tesmoforiantes foi uma peça não tão explorada pelos estudiosos do teatro grego por parecer não se aprofundar nas críticas sociais pelas quais o Aristófanes era conhecido. Por outro lado, Lisístrata evidenciaria os ares de crise e traição atenienses da época.
O enredo principal de Lisístrata  gira em torno de um grupo de mulheres que, com o objetivo de acabar com a Guerra do Peloponeso, se trancam em um templo e decidem por votação fazer uma greve de sexo até que os homens acabem com os combates. A peça apresenta Lisístrata, uma personagem feminina forte, ao contrário de As Tesmoforiantes, que apesar de ter muitas mulheres na trama, não possui uma personagem marcante ou uma ideia inovadora.

## Personagens
Personagens Principais
- Eurípides (Εὐριπίδης) - dramaturgo, que viveu de 484 a 406 a.C. Na peça, ele é julgado pelas mulheres no festival das Tesmofórias, por caluniar a reputação feminina em suas peças.[9]
- Parente de Eurípides - se infiltra na assembleia feminina, a mando de Eurípides, para defendê-lo do julgamento das mulheres.[9]
- Agatão ('Aάθων) - dramaturgo que viveu de 448 a 400 a.C. Eurípides o procura pedindo sua ajuda para se livrar do julgamento no Tesmofórion.[9]
- Mica - Mulher que faz parte da assembleia durante o festival das Tesmofórias. Ela reconhece o parente de Eurípides mesmo estando travestido no meio das mulheres, e tem sua filha ameaçada pelo mesmo no final da peça.[9]
- Coro - Voz que narra os acontecimentos durante a peça.[9]
- Corifeu - O chefe do coro que enuncia partes isoladas do texto e dialoga com os atores.[9]

Personagens Secundários
- Clístenes
- Criado
- Autoridade
- Arqueiro

## Enredo da Peça
As Tesmoforiantes gira em torno das mulheres que celebram o festival das Tesmofórias. Elas formam uma espécie de assembleia feminina, onde apresentam o “crime” de difamação cometido por Eurípides em suas tragédias e votam para julgá-lo.
Ciente que seria julgado pelos mulheres em uma assembleia, Eurípides vai então à casa de Agatão (448 – 400 a.C.) com o intuito de pedi-lo para entrar travestido de mulher no Tesmofórion, templo em honra às deusas Deméter e Pérsefone, para defendê-lo diante das mulheres. Agatão, que assim como Eurípides era um poeta trágico, é apresentado por Aristófanes como efeminado, por causa de seus trejeitos e vestes. Contudo, Agatão se recusa a ajudar Eurípides alegando que elas ficariam com inveja de sua beleza e poderiam querer se vingar por causa da concorrência que ele significava para elas.
Não restando outra opção, Eurípides recorre ao seu parente que, por fidelidade, aceita se transvestir de “mulher” e entrar no Tesmofórion com o intuito de defendê-lo diante das mulheres. Normalmente o parente de Eurípides é reconhecido como Mnesíloco, seu sogro, mas na peça aparece apenas como parente, possível indicativo de uma alusão mais ampla e abrangente.
Após o parente se infiltrar no julgamento, a primeira a acusar Eurípides é a personagem Mica, mulher que culpa o tragediógrafo pelo ciúme excessivo dos maridos atenienses. Como Eurípides sempre as retrata em suas tragédias como “traidoras, beberronas de miolo mole e pragas dos maridos”, todos acreditavam que elas eram de fato assim. Ouvindo o argumento de Mica, o parente sai em defesa de Eurípides e, tem início, então, um longo embate de argumentos entre ele e as mulheres que o acusam.
Por causa da insistência do parente em argumentar em defesa de Eurípides, as mulheres acabam descobrindo que ele está travestido de mulher e infiltrado no julgamento. O parente então rapta um bebê e ameaça matá-lo se não o deixarem ir sem ser punido pela difamação que ele havia cometido. Logo após isso um comissário e um arqueiro são chamados e o prendem.
As mulheres dão continuação ao festival e o poeta tenta livrar seu parente da prisão, sem sucesso. Até que Eurípides faz um acordo: seu parente é solto e ele nunca mais ofenderia ou diminuiria uma mulher em suas obras. As mulheres não aceitam o acordo, então o parente e Eurípides fogem, após enganarem o arqueiro que os guardava.

## O teatro grego

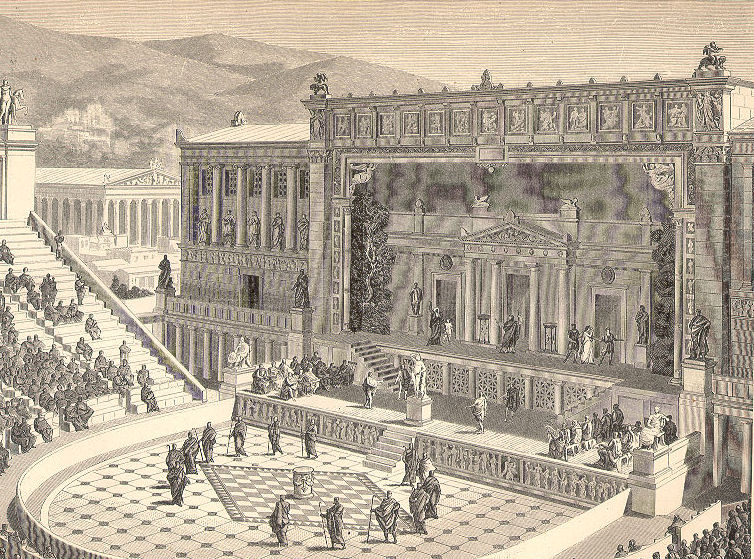
O Teatro de Dionísio em reconstituição do século XIX.

A palavra teatro deriva do verbo grego theasthai, olhar, contemplar. O teatro ateniense surge em forma de rituais coletivos, dedicados aos deuses, ou seja, um evento religioso. Entretanto, a grandiosidade dessa prática não se limitava à religiosidade, invadindo também a democracia ateniense e a estrutura física e social da polis. Exemplos disso são dados pelos cortejos feitos para exaltar a grandeza de Atenas durante alguns dos festivais teatrais. O teatro servia como uma forma de expressão muito importante para representar aquilo que estava acontecendo em Atenas.
Com isso, surge um novo complexo que alcança a literatura e até o comportamento humano, consistindo em dois grandes gêneros: a comédia e a tragédia. Aristófanes, sendo um dos destaques da comédia antiga, expressa em suas peças ideias e debates sobre sistemas de valores que são de suma importância para a nossa compreensão do que foi a Atenas antiga.  A rica variedade da vida na Ática foi acolhida nas produções teatrais, por exemplo as oscilações políticas, os avanços marítimos e suas frotas, a mudança no mundo da arte, a peculiaridade das personalidades, a inserção de novas ideias; cada qual com sua representatividade dos acontecimentos clássicos.
A história da comédia está dividida em três etapas, desde a época dos filósofos alexandrinos: comédia antiga de Aristófanes; a comédia média; e a nova, que incluem os trabalhos do teatrólogo Menandro.   No primeiro período da comédia, as peças e o estilo de vida da cidade na época se entrelaçaram de maneira tão grande que chegaram a chamar de comédia-política, uma vez que teatrólogos como Aristófanes representavam em suas obras situações para fazer o público gargalhar e repensar nas situações do cotidiano passado. Naquela época, a pólis passava por um conflito de inserção de novos valores, novas condutas e novas ideias filosóficas. Desta maneira, a comédia interpretava o restabelecimento de uma ordem antiga em contraste com a possibilidade de um mundo moderno. Menandro e outros nomes da comédia nova como Filémon e Difilo, se destacaram por explorar outros temas, preferindo enredos que girassem em torno de identidades falsas, intrigas familiares e amorosas. Representaram uma profunda mudança nas características do gênero em que a fixação de tipos e de costumes substituíram a sátira.
Os registros que temos sobre as comédias e tragédias podem nos abrir os olhos para muito mais além da rica herança literária da Grécia, elas nos ajudam a entender o comportamento e pensamento do homem de Hélade, principalmente o ateniense. Com o real e o fantástico, conseguimos perceber como elas formaram a representação inimitável de Atenas. O teatro nada mais nos introduz na ótica de como a cidade se vê, ou de como ela gostaria de ser vista.

## Festividades cívicas na Grécia
As festividades tinham suma importância na organização da época. Os gregos denominavam a palavra festa usando duas expressões: Heorté e Thalía. Heorté significava deleite, alegria e celebração enquanto Thalía era associada ao verbo thallo, que denota germinar.
O significado dessas palavras é necessário para entendermos o conceito de festas nessa sociedade. As festividades no mundo grego eram demonstrações de identidade e hierarquias sociais, sendo rituais cheios de simbologias. Eram também rituais onde o mortal entrava em contato com o imortal.
Acreditava-se que os deuses haviam se unificado aos ciclos da natureza e estavam inteiramente ligados aos processos agrícolas e a fertilidade. Para essas sociedades, as estações do ano estavam conectadas com as manifestações divinas, fazendo delas responsáveis pelas estações do ano, as fases da lua e também em relação a fertilidade da terra, tanto na agricultura como na pecuária.
Podemos perceber tal comportamento analisando por exemplo, as festividades dedicadas a Dioniso, Deméter e Perséfone, que são deuses ligados à agricultura, revelando o meio que o povo grego encontrou de manter relações com o sagrado. As festividades na Grécia, tinham como objetivo enaltecer e agradar os deuses, com rituais como orgias e sacrifícios. Demonstrando assim, o quão a sociedade antiga se apoiava aos mitos e à religiosidade.
Com esse apego a mitologia, usavam o teatro como rituais coletivos para enaltecer e adorarem seus deuses. Fazendo com o que teatro se tornasse um evento comemorativo e religioso.

## O festival das Tesmofórias
O nome da peça As Tesmoforiantes vem do festival Tesmofórias, que era celebrado anualmente no outono, na segunda semana do Pyanopsion  (mês lunar antigo grego de aproximadamente outubro a novembro ) em honra a Deméter e Perséfone, divindades agrícolas. Era de participação exclusiva das mulheres casadas, que tinham acesso à Pnyx e que ficavam lá por três dias, afastadas de suas vidas cotidianas e de sua família, festejando a fertilidade e cultuando as deusas Deméter e Perséfone.
No primeiro dia (Anodos), as mulheres iam até o Tesmofórion e praticavam ritos que remetiam à morte e sexualidade, o que marcava a ruptura com o dia a dia feminino. No segundo dia (Nesteia), homenageavam Deméter e faziam jejum, representando a deusa no momento da perda da sua filha. No último dia (Kalligeneia, que significa Nascimento Belo), as mulheres voltavam a comer, sacrificavam um porco e a vida normal era então restaurada.
Na peça As Tesmoforiantes, algumas passagens desse ritual são mostradas, como por exemplo a entrada permitida somente para as cidadãs, o fechamento das cortes, a celebração da fertilidade e o jejum na Nesteia. Porém, na peça, as mulheres são representadas dentro de áreas que geralmente não seriam permitidas para elas. Na primeira parte da peça, nota-se uma forte essência política, já que o festival é citado como uma assembleia (vv. 84, 277 ss.), onde oradores (v. 292) falam ao demos de mulheres (vv. 335, 353, 1145). Estudiosos acreditam que Aristófanes queira explorar a comédia dentro do festival ao máximo ao comparar o julgamento que as mulheres fazem de Eurípides aos julgamentos judiciais dos homens. Esse tema de comédia colocado na peça também poderia ser possível devido à especulação por parte dos homens sobre o que ocorreria no festival das Tesmofórias. Por ser de acesso exclusivo feminino,  chegava-se a brincar alegando que os homens que tentassem entrar poderiam ser presos e até mesmo torturados pelas mulheres.

## A mulher na vida religiosa da Atenas do século V a.C.
Mesmo a atividade política sendo proibida às mulheres em Atenas, seu papel na sociedade era muito significativo mesmo que fosse, de certa forma, apagado. Podemos notar a explicação da ausência feminina na esfera política através do mito de fundação da cidade de Atenas. A deusa Atenas teria vencido Poseidon em uma competição para ver quem seria o padroeiro da cidade. Atenas acabou ganhando pelo voto da população feminina, e Poseidon, irado e vingativo, decretou que as mulheres atenienses nunca mais teriam o direito de votar.
A atuação feminina no espaço cívico está associada às festividades religiosas, à vida conjugal e como donas de casa. Há diversas discussões sobre o papel das mulheres na sociedade ateniense. Alguns autores defendem a concepção de que as mulheres eram tratadas e vistas como inferiores, outros que eram respeitadas e tinham certas liberdades e há ainda os que destacam que viviam reclusas e que esta reclusão era estimada e respeitada principalmente no ambiente do familiar. De qualquer forma, percebe-se que as atenienses eram muito presentes nos assuntos religiosos da pólis, participando de cerca de quarenta cultos aos deuses, sendo, inclusive, alguns restritos apenas a elas. As principais celebrações que envolviam as mulheres eram as Tesmofórias e as Panateneias.

## Discussão
Muito se discute sobre a mensagem que Aristófanes pretendia comunicar com a escrita das Tesmoforiantes. Em 1933, Gilbert Murray mostra que a base para a peça de Aristófanes foram puramente as paródias. Seus estudos apontam a obra aristofânica como um elogio a Eurípides, pois mostra que o dramaturgo tinha obras conhecidas o suficiente para que o público pudesse rir das piadas. Murray também aponta a possível amizade entre Aristófanes e Eurípides, diferente do que se imaginava.  Cedric Whitman, em 1964, também afirmou que a comédia se limita a paródia e a homossexualidade. Whitman apresenta também o aumento do suspense nas comédias contemporâneas às As Tesmoforiantes, como a Lisístrata. O autor resume então que As Tesmoforiantes não possuem o mesmo valor que a própria Lisístrata, apesar de ser cômica e inteligente.
Em 1975, Jeffrey Henderson analisa o uso da linguagem de baixo calão e obscenidades nas peças de Aristófanes. Ele indica como objetivo dessa linguagem contrastar entre a feminilidade e a masculinidade e aumentar o clima homens versus mulheres, já que é por meio de palavrões que as mulheres identificam o parente de Eurípides como o homem infiltrado. O autor indica também que não há referências políticas em As Tesmoforiantes.   Em 1991, Tomas K. Hubbard aponta que As Tesmoforiantes não fazem menção nenhuma aos problemas políticos, assim como afirmou Henderson em 1975. Diz também que a peça discute unicamente as ações dos homens contra o feminino, porque eles não entendiam as obras de Eurípides e sua descrição das mulheres.
Em 1981, Froma I. Zeitlin analisou a representação dos gêneros na peça aristofânica. Apontou que há uma inversão irônica de papéis nos acontecimentos da trama, pois no dia a dia a mulher não podia participar de assembleias ou reuniões políticas, mas na peça são elas que fazem a acusação e o julgamento de Eurípides, enquanto o parente é quem invade o espaço que não lhe é permitido: a intimidade do festival feminino. Já em 1993, A.M. Bowie vai se aproximar dessa análise e falar sobre a inversão de papéis.
Enquanto alguns discutiam o feminino contra o masculino, Lauren K. Taaffe, em 1994, analisou o gênero sexual na peça. Seus estudos são sobre a ambiguidade das cenas em que há algum tipo de desejo sexual por parte de um personagem. Por exemplo, a cena em que Agatão se traveste de mulher e causa o desejo sexual em personagens masculinos e a forma como as personagens femininas (que eram atores travestidos) causavam desejo nos espectadores (que também eram homens).
Em 2002, Niall W. Slater deu início ao seus estudos afirmando a falha de uma análise mais profunda da peça As Tesmoforiantes. Sugere também a dificuldade para analisar a questão de gênero na peça, pois os poetas – que eram homens – não poderiam ter muito contato com a experiência feminina. Slater ressalta o que já foi sugerido anteriormente, que a assembleia é uma sátira política a uma inversão de papéis de gênero. O autor fala também sobre como as mulheres da peça, participantes do ritual, se irritam com as acusações do parente de Eurípides, mas não negam seus próprios defeitos expostos. O escritor vê a existência da assembleia na peça como uma espécie de paródia da situação atual ateniense, que estava sob ameaça da tirania. Explicando: as mulheres não aceitavam sugestões de um ponto de vista diferente dos seus, assim como aconteceria em um governo tirano. Esse é um dos estudos mais importantes sobre a peça aristofânica, pois analisa a obra com novo olhar.
Ao contrário de Slater, C. Austin e S. Douglas Oslon acreditavam que as alusões a situação atual política não se encontram tão evidentes assim na peça, se elas sequer existirem. Em 2004 os autores fizeram um estudo e apontaram que seria muito perigoso se manifestar contra a tirania durante o período. Embora eles não se aprofundem na análise dos símbolos políticos em As Tesmoforiantes, não negaram sua existência.
Martin Revermann apresentou uma inovação na análise da obra de Aristófanes, em 2006. Ele sugere um estudo sobre como a peça se refere aos espectadores. Seria a plateia qualificada o suficiente para entender as referências satíricas? Por que peças consideradas obras-primas pelos críticos atuais não conseguiram o primeiro lugar no festival? Aristóteles afirmou que nem todo o público conhecia os mitos, e as apresentações eram abertas ao público menos abastado, o que nos leva a crer que nem todos na plateia podiam apreciar a graça completa de As Tesmoforiantes. Talvez por isso Aristófanes introduzisse piadas que não exigiam muito conhecimento de outras obras.

## Traduções
No Brasil, existem as seguintes traduções d’As Tesmoforiantes:
- ARISTÓFANES. As nuvens, Só para mulheres, Um deus chamado dinheiro. Tradução de Mário da Gama Kury. Rio de Janeiro: Jorge Zahar, 2003.
- ARISTÓFANES Duas Comédias: Lisístrata e As Tesmoforiantes. Tradução de Adriane da Silva Duarte. São Paulo: Martins Fontes, 2005.
- ARISTÓFANES. Lisístrata e Tesmoforiantes de Aristófanes. Tradução de Trajano Vieira. São Paulo: Perspectiva, 2011.
- ARISTÓFANES. Tesmoforiantes. Tradução de Ana Maria César Pompeu. São Paulo: EDIPRO, 2015.